# Oskar Loerke
Oskar Loerke (né à Jungen en 1884 et mort à Berlin en 1941) est un écrivain, essayiste, critique littéraire et poète allemand.

## Biographie
Il a notamment écrit La Construction de la tour en 1910) et est rattaché à l'école expressionniste. Il a écrit une abondante œuvre lyrique, dont : Migration (1911), Le Souffle de la terre (1930), La Forêt du monde (1936). Il est l'un des 88 signataires de la Gelöbnis treuester Gefolgschaft, déclaration d'allégeance d'artistes à Adolf Hitler.
Avec l'écrivain allemand Thomas Mann il est considéré comme l'un des maîtres de la littérature allemande du début du XXe siècle.

## Literatur
- Hermann Kasack: Loerke, Charakterbild eines Dichters. Akademie der Wissenschaften und der Literatur in Mainz. Abhandlungen der Klasse der Literatur. Band 2. Wiesbaden 1951.
- Oskar Loerke 1884–1964. Katalog: Eine Gedächtnisausstellung zum 80. Geburtstag des Dichters im Schiller-Nationalmuseum. Marbach am Neckar 1964.
- Norbert Langer: Bin ein Reim zu allen Dingen. Die Riesengebirgsreisen Oskar Loerkes. In: Sudetenland. H. 1, 1980, S. 46–51.
- Jochen Meyer: Gegenwelten: Eugen Gottlob Winkler, Gottfried Benn, Oskar Loerke. In: Klassiker in finsteren Zeiten: 1933–1945. Eine Ausstellung des Deutschen Literaturarchivs im Schiller-Nationalmuseum Marbach am Neckar, 14. Mai – 31. Oktober 1983. Band 2. 1983, S. 182–203. (Marbacher Kataloge. 38.)
- Hans Dieter Schäfer (de): Oskar Loerke: Winterliches Vogelfüttern. In: Gedichte und Interpretationen. Band 5: Harald Hartung (de) (Hrsg.): Vom Naturalismus bis zur Jahrhundertmitte. Philipp Reclam jun., Stuttgart 1983,  (ISBN 3-15-007894-6), S. 360–368.
- Gerhard Schulz (de): Zeitgedicht und innere Emigration: Zu Oskar Loerkes Gedichtbuch „Der Silberdistelwald“ (1934). In: Zeit der Moderne: Zur deutschen Literatur von der Jahrhundertwende bis zur Gegenwart. Zum 65. Geburtstag von Bernhard Zeller (de) herausgegeben von Hans-Henrik Krummacher, Fritz Martini und Walter Müller-Seidel (de). Kröner, Stuttgart 1984,  (ISBN 3-520-85801-0), S. 377–399.
- (de) Walter Gebhard, « Loerke, Oskar », dans Neue Deutsche Biographie (NDB), vol. 15, Berlin, Duncker & Humblot, 1987, p. 55–58 (original numérisé).
- Norbert Langer: Das Chinesische bei Loerke. Zur Poetik des Dichters. In: NZZ. Fernausgabe 141, 22. Juni 1990.
- Norbert Langer: Der Atem der Erde. Zum 50. Todestag von Oskar Loerke am 24. Februar 1991. In: NZZ. Nr. 45, 23./24. Februar 1991.
- (de) Hans-Josef Olszewsky, « LOERKE, Oskar », dans Biographisch-Bibliographisches Kirchenlexikon (BBKL), vol. 5, Herzberg, 1993 (ISBN 3-88309-043-3, lire en ligne), colonnes 167-170 (Article sur Internet Archive)
- Cordula Koepcke: "Beständig ist das leicht Verletzliche". Oskar Loerke – Lyriker im Widerstand. In: Frank-Lothar Kroll (Hrsg.): Deutsche Autoren des Ostens als Gegner und Opfer des Nationalsozialismus. Beiträge zur Widerstandsproblemaik. Duncker & Humblot, Berlin 2000,  (ISBN 3-428-10293-2), S. 75–92.
- Christian Kohlroß: Theorie des modernen Naturgedichts. Oskar Loerke, Günter Eich, Rolf Dieter Brinkmann. Königshausen & Neumann, Würzburg 2000,  (ISBN 3-8260-1742-0).
- Hans Sarkowicz, Alf Mentzer: Literatur in Nazi-Deutschland. Ein biografisches Lexikon. Erweiterte Neuausgabe. Europa-Verlag, Hamburg/Wien 2002,  (ISBN 3-203-82030-7), S. 305–308.
- Hans Dieter Schäfer: Moderne in Dritten Reich. Kultur der Intimität bei Oskar Loerke, Friedo Lampe und Helmut Käutner. Steiner, Stuttgart 2003,  (ISBN 3-515-08432-0).
- Julia Cremer: Wiedergefunden: Emil Orliks Wandbild aus Oskar Loerkes Gartenlaube in Berlin-Frohnau. In: Jahrbuch der deutschen Schillergesellschaft. 53. Jahrgang 2009, Wallstein, Göttingen 2009,  (ISBN 978-3-8353-0524-3), S. 276–291.
- Jan Volker Röhnert (de): Oskar Loerke In: Heinz Ludwig Arnold (Hrsg.): Kindlers Literatur Lexikon 3., völlig neu bearbeitete Auflage. 18 Bände. J.B. Metzler, Stuttgart/Weimar 2009,  (ISBN 978-3-476-04000-8), Band 10, S. 252–254.
- Lutz Seiler: Der Wald der Welt. Zu Oskar Loerke. In: Sinn und Form. Jg. 62 (2010), Heft 4, S. 524–534.
- Jörg Thunecke (de): „Die Jahre des Unheils“: Der innere Emigrant Oskar Loerke in seinen Tagebüchern und nachgelassenen Gedichten. In: Marcin Gołaszewski, Magdalena Kardach, Leonore Krenzlin (Hrsg.): Zwischen Innerer Emigration und Exil. Deutschsprachige Schriftsteller 1933–1945. De Gruyter, Berlin/Boston 2016, S. 65–82.